# Купай (Марий Эл)
Купай — деревня в Параньгинском районе Республики Марий Эл России.

## История
Деревня Купай расположена в 2 км севернее центра сельского поселения — д. Алашайки. До 1782 г. была в составе Уржумского уезда Казанской губернии. Относилась к Буйской, Турекской волостям Уржумского уезда Вятской губернии. В 1920 г. в составе этой волости вошла в МАО. Была в Сернурском, с 1924 г. — в Мари-Турекском кантонах, с 1931 г. — в Параньгинском районе.
Основанное на левом берегу речки Купайка, селение имело одну улицу, которая тянулась вдоль берега речки с запада на восток.
Название «Купай», согласно легенде, деревня получила в честь имама Купая, прибывшего вместе с другими переселенцами на это место из нынешнего Арского района Республики Татарстан. Языковеды склонны считать, что деревня могла получить такое название от речки «Купайка» (слово «куп» на марийском языке означает болото, низменное место).
В разное время деревня именовалась Партенур, Портянур, Партенур Мамат, Порт-Маматово, Купай. Слово «партенур — портанур» на марийском языке означает «полянка (поле) с домиком».
Подворная перепись 1884 года зафиксировала починок Портянур (Маматова рода, Купай), где числится 21 двор, 35 ревизских душ, 121 человек. За жителями починка закреплена земля в 369 десятин (это примерно 403 га, на каждого жителя приходилось по 3,3 га земли). Крестьяне держали 65 рабочих лошадей и 38 дойных коров.
Школа первой ступени в деревне была открыта в 1932 г., заведующей которой являлась Бирктова. Обучение детей велось на татарском языке.
25 марта 1938 г. согласно Постановлению Президиума Марийского облисполкома мечеть в д. Порт-Маматово по ходатайству Параньгинского райисполкома была закрыта. Здание было передано сначала под начальную школу и клуб, а затем — под склад для хранения зерна.
В начале Великой Отечественной войны здесь насчитывалось 38 дворов, 206 жителей, в том числе трудоспособных от 16 лет и старше мужчин — 39, женщин — 44, подростков от 12 до 16 лет — 21. К 1943 г. трудоспособных мужчин, включая подростков, работавших в местном колхозе, от 12 лет и старше осталось только 36, женщин — 62 и 105 детей. 30 мужчин из деревни погибли на фронте.
В 1951 г. произошло объединение колхозов им. Ворошилова и «Танк». Весь крупный скот был переведен в Алашайку, в деревне же оставалась лишь овцеферма. В 1965 г. дома в деревне электрифицировали, в 1973 г. провели водопровод, а с 1974 г. в 23 домах появились газовые плиты с баллонами. Существовал клуб на 50 мест, работал магазин потребкооперации. Несмотря на это, люди уезжали из своей деревни. За 1960—1980-е годы количество дворов уменьшилось с 62 до 25 (население соответственно: с 214 до 73 человек). Из «неперспективной деревни» люди переезжали в Алашайку или Параньгу. Молодежь получала колхозные квартиры на центральной усадьбе. К 1989 г. в деревне осталось 18 дворов и 36 человек жителей, из них мужчин — 13, женщин — 23. На 1 января 2003 г. в Купае было 9 жилых дворов, 12 человек, в том числе трудоспособных — два человека.
Название Порт-Маматово исключено из учётных данных с 1962 года и с тех пор деревня именуется Купай.